# Mia Kirshner
Mia Kirshner (ur. 25 stycznia 1975 w Toronto w Kanadzie) – kanadyjska aktorka filmowa i telewizyjna.
W parodii filmów młodzieżowych To nie jest kolejna komedia dla kretynów (2001) wcieliła się w postać Catherine Wyler, lubieżnej absolwentki liceum, za wszelką cenę starającej się uwieść własnego brata. Przez pięć lat, od 2004 do 2009 roku, występowała jako Jenny Schecter w serialu telewizyjnym stacji Showtime Słowo na L. Wystąpiła w serialu telewizyjnym Pamiętniki wampirów. Grała w nim rolę Isobel Flemming, matki Eleny (głównej bohaterki filmu).